# Саламат (регион)
Салама́т (фр. Salamat, араб. سلامات‎) — регион в Республике Чад. Название получил по протекающей через провинцию реке Саламат. Административный центр — город Ам-Тиман. Площадь — 66 000 км², население — 308 605 человек (2009 год).

## География
Регион расположен на крайнем юго-востоке страны и соответствует находившейся здесь в прошлом одноимённой префектуре. На западе граничит с регионами Среднее Шари и Гера, на севере с регионом Сила, на юго-востоке с Центральноафриканской Республикой.
В регионе Саламат находится Национальный парк Закума.

## Административное деление
Регион административно делится на 3 департамента, каждый из которых соответственно разделён на 3 подпрефектуры:
- Департамент Абу-Дея 
  - Абу-Дея
  - Абге
  - Ам-Хабиле
- Департамент Бахр-Азум
  - Ам-Тиман
  - Джуна
  - Мурая
- Департамент Харазе-Мангень
  - Харазе
  - Даха
  - Мангень

## Экономика
Основой экономики региона является сельское хозяйство — скотоводство, выращивание проса и арахиса, а также рыболовство.

## Населённые пункты
- Агреп
- Адунгус
- Ганатир
- Дагур
- Дересна
- Дунье
- Лабадо
- Тамарам